# Slide Mountain (Nevada)
Pour les articles homonymes, voir Slide Mountain.
Slide Mountain est une montagne située dans le Nevada dans l'Ouest des États-Unis ; elle culmine à 2 956 mètres d'altitude.